# Zastava M20 MRAP
Zastava M20 MRAP — миностойкий бронетранспортёр производства сербской компании Zastava TERVO. Вместе с Lazar 3 он призван заменить старые грузовики ТАМ, десятилетиями используемые сербскими вооружёнными силами для перевозки пехоты.

## История
Прототип M20 MRAP был представлен Министерством обороны Сербии в июне 2020 года. Он разработан совместно Военно-техническим институтом, компаниями ФАП и Zastava TERVO. M20 базируется на шасси ФАП 2228 с колёснойформулой 6x6 и использует двигатель Cummins ISLe 8.9 (мощность 340 л. с.), коробку передач Allison 3000S и приводной распределитель ZF Steyr 1600/396. Он может развивать скорость до 95 км/ч и преодолевать подъёмы до 60 %. С полным баком (200 литров) он может проехать до 600 км. Первая партия из 10 бронемашин была поставлена сербской армии в 2023 году и была представлена в ходе военных учений «Гранит-2023». Сербская армия заинтересована в закупке до 224 таких машин.

## Операторы
- Сербия: Вооружённые силы Сербии использует 10 машин с 2023 года[4].